# Huish Champflower
Huish Champflower est une paroisse civile et un village du Somerset, en Angleterre.